# Неккер де Соссюр, Альбертина Адриенна
Альбертина Адриенна Неккер де Соссюр (фр. Albertine Adrienne Necker de Saussure; 1766, Женева, — 20 апреля 1841, Валле-дю-Салев, близ Женевы) — франко-швейцарская писательница и педагог. Представительница швейцарской научной династии де Соссюр, вышла замуж за французского ботаника Жака Неккера — племянника и тёзку министра финансов Франции и двоюродного брата Анны де Сталь, с которой Альбертина де Соссюр была дружна.
Важнейший труд Неккер де Соссюр — книга «Прогрессивное образование, или Очерки по преподаванию жизни» (фр. L'Education progressive, ou étude sur le cours de la vie; 1828—1838), по мнению историка педагогики Томаса Дэвидсона, «одна из самых разумных книг по педагогике, когда-либо написанных». Книга состоит из трёх частей, посвященных раннему детству, отрочеству и юности женщины.
Неккер де Соссюр написала также пространное предисловие «Очерк характера и сочинений мадам де Сталь» (фр. Notice sur la caractère et les écrits de Mme de Staël) к собранию сочинений последней, вышедшему в 1820 году, и перевела с немецкого обширный труд Августа Шлегеля «О драматическом искусстве и литературе» (1814).